# Chiesa di San Michele Arcangelo (Alzano Lombardo)
La chiesa di San Michele Arcangelo è  un luogo di culto cattolico di Alzano Lombardo della Diocesi di Bergamo.

## Storia
Un'antica chiesa intitolata a san Michele Arcangelo risulta presente sul territorio di Alzano Lombardo già dal XIV secolo, edificio di cui non rimane traccia dopo la sua demolizione con la costruzione di un nuovo edificio di culto che vide la posa della prima pietra il 1º novembre 1712. Dell'antica chiesa resta la relazione della visita pastorale dell'agosto del 1710 del cardinale Pietro Priuli, allora vescovo di Bergamo, che impose l'obbligo di ingrandire l'edificio ritenuto dal cardinale stesso, non più idonea al numero crescente di fedeli sul territorio.
Il nuovo edificio venne progettato da Giovan Battista Caniana; l'architetto e i figli Giuseppe e Caterina, furono sepolti nella chiesa. Sulla piastra tombale vi è la scritta Io. Baptista Caniani 83 annos natus / hoc in templo cuius tipum edidit / VII maj MDCCLIV humatus / descensum domini in voce arcangeli espectat La facciata fu eseguita successivamente in stile palladiano, disattendo il progetto del Caniana.

## Descrizione

### Esterno
L'edificio di culto si presenta con la facciata, preceduta da un ampio sagrato in acciottolato, classicheggiante palladiana, con orientamento a sud. La facciata si divide su due ordine. Quello inferiore composto dal pronao con tre ampie aperture delimitate da cancellate, diviso da sei grandi colonne con capitelli corinzi e con la zoccolatura in marmo di Zandobbio. Questa parte prosegue nella parte inferiore anche oltre la struttura dell'edificio. La parte superiore della facciata presenta tre grandi aperture atte a illuminare l'aula precedute da una balaustra. Le finestre sono complete di contorno in pietra e timpano triangolare. Il colonnato termina con l'architrave ornata dalla scritta D.O.M. ET DIVO MICHAELI ARCHsu cui poggia il grande timpano triangolare.

### Interno
L'interno del porticato ha una soffitto a botte ribassata.
L'aula a croce greca anticipata da un breve tratto di navata, con centrale, all'incrocio delle braccia,  la cupola a pianta ellittica. Il presbiterio, a cui si accedete da tre gradini è a pianta rettangolare diviso in due campate. La cupola copre parte del presbiterio, che è terminante con l'abside.